# Collège scientifique de Berlin
Le Collège scientifique de Berlin (en allemand : Wissenschaftskolleg zu Berlin) est un institut interdisciplinaire fondé en 1981 à Grunewald, Berlin, en Allemagne, dédié aux projets de recherche en sciences naturelles et sociales. Il est calqué sur l'Institute for Advanced Study (IAS) original de Princeton, New Jersey et est membre du réseau Some Institutes for Advanced Study (en) .
Le but de l'institut est d'offrir aux universitaires et aux scientifiques la possibilité de se concentrer sur des projets de leur choix pendant une année universitaire, sans tâche administrative. L'institut regroupe à la fois des universitaires chevronnés et des jeunes chercheurs prometteurs, issus d'un large éventail d'horizons culturels. L'institut est dirigé par l'historienne Barbara Stollberg-Rilinger en tant que rectrice depuis septembre 2018.

## Principes de l'institut
Les boursiers de l'Institut sont choisis sans restriction quant au pays d'origine, à la discipline ou au poste universitaire. Avec l'aide d'un conseil consultatif international, les invitations aux universitaires et aux scientifiques sont conçues pour promouvoir les échanges au-delà des frontières disciplinaires et entre chercheurs de différentes cultures.
Au cœur de l'Institut se trouve l’idée selon laquelle les chercheurs doivent être libres de choisir leurs propres projets de recherche. Les seules obligations des boursiers sont de résider à l'Institut et de se réunir une fois par jour pour un repas et chaque mardi pour le colloque hebdomadaire. Lors de chaque colloque du mardi, un boursier présente son travail aux autres boursiers, suivi d'une heure de discussion rigoureuse.
L'Institut entretient des relations avec les anciens Fellows et soutient des projets temporaires s'ils sont liés à d'anciens Fellows ou s'ils servent à attirer de futurs Fellows.

## Membres
Les membres ordinaires sont les présidents ou les présidents
- de la Fondation Alexander-von-Humboldt à Bonn-Bad Godesberg,
- de l'Office allemand d'échanges universitaires à Bonn-Bad Godesberg,
- de la Fondation allemande pour la recherche à Bonn-Bad Godesberg,
- de l'Université libre de Berlin,
- de l'Université Humboldt de Berlin,
- la Conférence des recteurs d'université (de),
- la Société Max-Planck pour le développement des sciences à Berlin et à Munich,
- la Fondation du patrimoine culturel prussien à Berlin,
- de l'Université technique de Berlin,
- du Conseil de la science.

D'autres membres ordinaires peuvent être admis par décision de l'assemblée générale.

## Fondation Ernst-Reuter
En même temps que le Wissenschaftskolleg lui-même, la fondation scientifique Ernst Reuter est créée en 1980, avec pour mission de réunir les fonds nécessaires au fonctionnement de l'Institut,.

## Prix Anna-Krüger
L'Institut abrite la fondation Anna Krüger, qui décerne le prix Anna Krüger du Wissenschaftskolleg zu Berlin à un scientifique ayant écrit un excellent ouvrage dans un langage scientifique de qualité et compréhensible. Le prix porte le nom d'Anna Krüger (de), qui a enseigné la didactique de la littérature allemande à l'Institut pédagogique de Weilburg et à l'Université Justus Liebig de Giessen. Anna Krüger a transféré sa fortune à la fondation Anna Krüger et le Wissenschaftskolleg a été désigné comme héritier et siège de la fondation. Le montant du prix est de 20 000 euros (en 2020).
Les lauréats sont :
- 1993: Jens Reich (de)
- 1996: Ulrich Raulff (de)
- 1999: Karl Schlögel
- 2001: Jürgen Osterhammel (de)
- 2005: Wolfgang Wieser (de)
- 2009: Martin von Koppenfels (de)
- 2011: Albrecht Wellmer (de)
- 2014: Martin Mulsow (de)
- 2020: Hedwig Richter (de)

## Anciens élèves
Parmi les anciens élèves de l'Institute for Advanced Study Berlin figurent Carolyn Abbate (en), Svetlana Alpers, Philippe Ariès, Peter Burke, Lorraine Daston, Jon Elster, Ute Frevert, Clifford Geertz, Carlo Ginzburg, Anthony Grafton, Hans Werner Henze, Albert Hirschman, Stanislaw Lem, Hilary Putnam, Elaine Scarry (en), Quentin Skinner, Sa'diyya Shaikh (en), Leo Corry, Ivan Illich, Wolfgang Hoffmann-Riem (de), Heidi Tagliavini, Bernard Williams et Niko Kolodny.